# Волонтерський штаб «Ангар»
Благодійний фонд "Ангар.Україна" — українська неприбуткова благодійна організація, створена з метою підтримки Сил оборони та безпеки України та гуманітарної допомоги постраждалим від війни. Фонд виник на базі волонтерського штабу "Ангар", який у Луцьку 24 лютого 2022 року заснували понад 40 представників творчих і креативних індустрій.

## Засновники
Волонтерський штаб "Ангар" був створений у перший день повномасштабного вторгнення росії в Україну. Засновниками штабу стали:
- Волинський обласний благодійний фонд "СПІВДРУЖНІСТЬ-ВОЛИНЬ", директорка: Ольга Валянік;
- ГО "Творче об’єднання "ГАРМИДЕР", директорка: Руслана Порицька;
- Мистецьке об‘єднання "СТЕНДАЛЬ", директорка: Ельвіра Яцута.

Згодом до ініціативи приєдналися:
- Благодійний фонд "КІТИКИ", директорка: Ольга Валянік;
- Благодійний фонд "Ангар.Україна", директорка: Юлія Савчук.

## Напрямки діяльності
З моменту заснування фонд активно займається постачанням військової допомоги, гуманітарною підтримкою та організацією благодійних заходів.

### Основні напрями роботи (2022—2023):
- забезпечення дронами (FPV-дрони, DJI Mavic 3T);
- постачання тепловізорів та засобів РЕБ;
- надання тактичної медицини;
- забезпечення військових автомобілями;
- гуманітарна допомога деокупованим громадам, ВПО;
- допомога в евакуації українців із зон бойових дій;
- постачання техніки (планшети, ноутбуки, зарядні станції, Starlink);
- освітні та просвітницькі заходи;
- організація благодійних подій.

### Напрямки роботи з 2023 року:
- забезпечення дронами, тепловізорами, засобами РЕБ;
- постачання військової техніки;
- надання тактичної медицини;
- забезпечення авто за підтримки донорів.

## Кому надається допомога
Фонд забезпечує підтримкою:
- Збройні Сили України;
- Службу безпеки України;
- Головне управління розвідки;
- Національну поліцію, Національну гвардію;
- Державну прикордонну службу;
- Державну службу з надзвичайних ситуацій;
- Сили спеціальних операцій;
- Десантно-штурмові війська;
- Територіальну оборону;
- громади, що постраждали від окупації;
- шпиталі, лікарні;
- волонтерські організації.

## Як отримати допомогу
Спочатку опрацьовуються усі запити Збройних Сил України, цивільного населення і тд. Далі проводяться збори коштів та закупівля всього необхідного в Україні, європейських країнах, США або/та в інших благодійних організаціях.
Далі допомога прямує до благодійного фонду. Все пакується відповідно до запитів, потім відбувається відправка до адресатів. Завершальним етапом є звіт.

## Географія допомоги
Гуманітарна допомога у 2022-2023 роках надавалась у Київську, Житомирську, Одеську, Запорізьку, Чернігівську, Сумську, Харківську, Херсонську, Дніпропетровську, Луганську, Донецьку та Миколаївську області.
Військова допомога спрямовувалась та спрямовується по всій лінії фронту:
- Київська та Житомирська області (початок вторгнення);
- Харківщина (Куп'янський напрям) та північні області України, які межують з Росією;
- Донеччина (Бахмутський, Авдіївський, Покровський напрямки);
- Херсонщина;
- Запорізька область (район Роботиного).

## Основні здобутки
З моменту створення фонд досяг значних результатів:
- передано понад 100 автомобілів для військових, включаючи ремонти та комплектуючі;
- поставлено понад 422 FPV-дрони та комплектуючі до них;
- забезпечено понад 125 квадрокоптерів, 75 батарей та іншого обладнання;
- надано понад 115 тепловізорів, приладів нічного бачення та прицілів;
- поставлено понад 6 546 одиниць тактичної медицини, включаючи турнікети, ізраїльські бандажі та кровоспинні засоби;
- організовано масштабні благодійні збори, у тому числі кампанію "Ми не в кіно, ми так живемо", яка зібрала понад 10 мільйонів гривень на потреби військових.

## Підтримка
Штаб підтримують багато міжнародних бізнесів та організацій:
- «Nova Ukraine»(USA)
- «Podnapieciem» (Poland)
- «SwedenHelpOrg» (Sweden)
- «CRISP - Conflict Simulation» (Germany)
- EU program «House of Europe»

Країни з яких можна відправити допомогу: Польща, Нідерланди, Німеччина, США, Австралія, Чехія, Сакартвело, Швейцарія, Естонія, Португалія, Канада, Швеція.
Також багато українських бізнесів:
- ТОВ «Дмитрук»
- ТОВ «Забіяка»
- ТОВ «Моршинська»
- ТОВ «Горгани»
- ТОВ «Доросині»
- супермаркет «Сільпо»
- ТРЦ «Промінь»
- кав'ярня «Kava Avenue»
- студія дизайну «Панда»
- і тд.

## Відзнаки та співпраця
- У грудні 2024 року керівниця фонду Ольга Валянік отримала відзнаку Президента України "Золоте Серце".
- У липні 2024 року фонд підписав меморандум про співпрацю з Луцькою міською радою.
- Фонд ініціював кампанію "Дякуємо бізнесу" для підтримки підприємців, які допомагають ЗСУ.

## Відомі волонтери
У діяльності "Ангар.Україна" та волонтерського штабу "Ангар" беруть участь відомі волонтери:
- Ольга Валянік — керівниця БФ "СПІВДРУЖНІСТЬ-ВОЛИНЬ" та співзасновниця волонтерського штабу "Ангар";
- Юлія Савчук — екс-директорка БФ "Ангар.Україна";
- Руслана Порицька — керівниця ГО "Творче об’єднання "ГАРМИДЕР";
- Ельвіра Яцута — директорка мистецького об’єднання "СТЕНДАЛЬ";
- активні волонтери, представники креативних індустрій та бізнесу, які сприяють збору коштів та реалізації ініціатив.